# Tony Gervaise
Tony Gervaise, né le 10 mai 1955 à Paisley (Écosse), est un joueur de football aujourd'hui entraîneur. 
Il fut entraineur de l'équipe d'Arsenal Ladies Football Club. Il succeda à ce poste à Vic Akers au printemps 2009 dont il fut l'entraîneur assistant dès 2008.
Mais après seulement 20 matchs il quitta l'équipe expliquant le manque de cohérence dans le management de l'équipe . Laura Harvey repris alors le poste vacant.